# اویاما هیساکانه
اویاما هیساکانه ((به ژاپنی: 宇山久兼 Uyama Hisakane); ۱ ژانویهٔ ۱۵۱۱ – ۲۲ ژانویهٔ ۱۵۶۶) سامورایی در دوره سنگوکو و ملازم خاندان آماگو اهل ژاپن بود. پدر او اویاما هیساهیده بود و ملازم مستقیم آماگو یوشی‌هیسا بود.